# Chuspa (Venezuela)
Chuspa es una población de la parroquia Caruao del municipio Vargas, estado La Guaira, Venezuela. La población es un pueblo pesquero con atractivo turístico. Se puede llegar a él por una carretera desde La Guaira, por el oeste, y desde Higuerote, en el estado Miranda, por el este.

## Historia

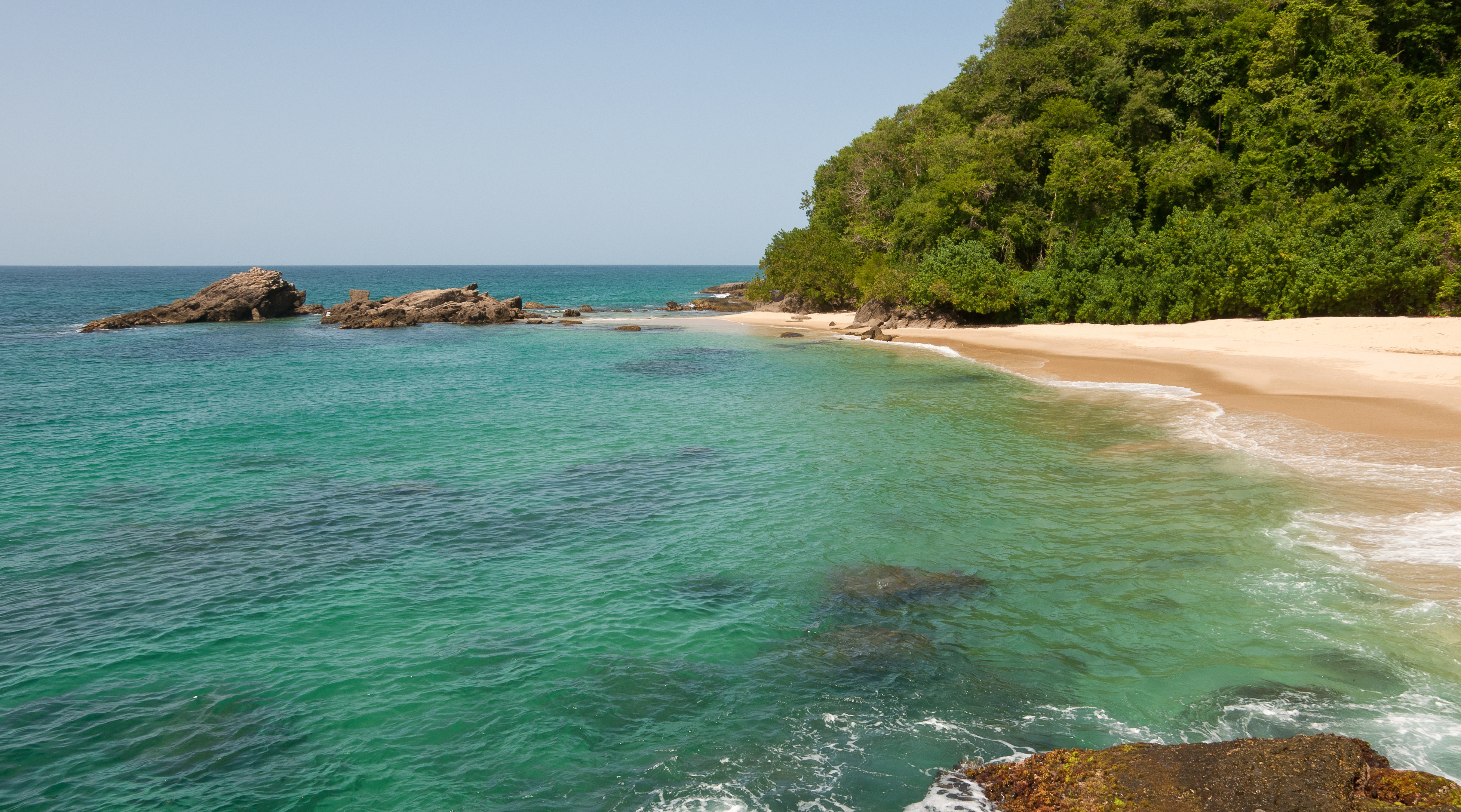
Playa Mono Manso, a pocos minutos en barco del puerto de Chuspa.

La zona era habitada por indios de idioma caribe. El conquistador Francisco Fajardo llegó a las playas de Chuspa en 1555 con el fin de conquistar la zona del centro de Venezuela. Durante el tiempo de la Colonia Chuspa se convirtió en una zona de cultivo de cacao. En el siglo XVII llegaron cada vez más esclavos africanos, que fueron reemplazando la población indígena. Ya en la segunda década del siglo XVIII había unas doscientas mil plantas de cacao en la región de Chuspa.
El 18 de noviembre de 1813 tuvo lugar entre Chuspa y Puerto Francés el denominado Combate naval entre Puerto Francés y Chuspa batalla naval entre los patriotas al mando de Manuel Piar y las tropas realistas. Manuel Piar logró derrotar a estos últimos.

## Infraestructura
Hay una marina de donde salen los botes de pescadores y guías turísticos. Chuspa tiene varios hospedajes y restaurantes para turistas. Frente al pueblo hay una playa de unos 230 metros de largo.
Desde Chuspa se puede alquilar un bote para llegar a playa Caribe, en el estado Miranda.